# Vuelta a Burgos
La Vuelta a Burgos (Giro di Burgos) è una corsa a tappe maschile di ciclismo su strada che si disputa nella provincia di Burgos, in Spagna, ogni anno nel mese di agosto. Dal 2005 al 2020 ha fatto parte del calendario dell'UCI Europe Tour come gara di classe 2.HC., per poi divenire gara di categoria UCI ProSeries classe 2.Pro.

## Storia
La corsa si disputò per la prima volta nel 1946 e vide la vittoria di Bernardo Capó; l'anno seguente la corsa venne aperta alla partecipazione sia di professionisti che di dilettanti e vide la vittoria di Bernardo Ruiz. Dopo queste prime due edizioni, la Vuelta Burgos rimase ferma sino al 1981, quando venne nuovamente organizzata per la terza volta. Per sei anni, sino al 1986, fu una corsa open, aperta anche ai dilettanti, per poi diventare gara internazionale aperta ai soli professionisti nel 1987.

## Albo d'oro
Aggiornato all'edizione 2025.
| Anno    | Vincitore             | Secondo                  | Terzo                 |
| ------- | --------------------- | ------------------------ | --------------------- |
| 1946    | Bernardo Capó         | Senen Mesa               | Víctor Ruiz           |
| 1947    | Bernardo Ruiz         | Manuel Rodríguez         | Bernardo Capó         |
| 1948-80 | non disputata         | non disputata            | non disputata         |
| 1981    | Faustino Rupérez      | Eulalio García           | Enrique Cima          |
| 1982    | José Luis Laguía      | Ángel Ocaña              | José Luis Navarro     |
| 1983    | Ángel de las Heras    | Felipe Yáñez             | Eduardo Chozas        |
| 1984    | Federico Echave       | Faustino Rupérez         | Celestino Prieto      |
| 1985    | Josep Recio           | Reimund Dietzen          | Celestino Prieto      |
| 1986    | Marino Lejarreta      | Iñaki Gastón             | Anselmo Fuerte        |
| 1987    | Marino Lejarreta      | Ángel Arroyo             | Francisco Antequera   |
| 1988    | Marino Lejarreta      | Enrique Aja              | Laudelino Cubino      |
| 1989    | Francisco Antequera   | Pedro Muñoz              | Pello Ruiz Cabestany  |
| 1990    | Marino Lejarreta      | Miguel Ángel Martínez    | Miguel Indurain       |
| 1991    | Pedro Delgado         | Gianni Bugno             | Martín Farfán         |
| 1992    | Alex Zülle            | Raúl Alcalá              | Federico Echave       |
| 1993    | Laudelino Cubino      | Raúl Alcalá              | Laurent Dufaux        |
| 1994    | Armand de Las Cuevas  | Laudelino Cubino         | Jim Van De Laer       |
| 1995    | Laurent Dufaux        | Stefano Della Santa      | Gabriele Colombo      |
| 1996    | Tony Rominger         | Miguel Indurain          | Íñigo Cuesta          |
| 1997    | Laurent Jalabert      | Abraham Olano            | Fernando Escartín     |
| 1998    | Abraham Olano         | Leonardo Piepoli         | Ángel Casero          |
| 1999    | Abraham Olano         | Dario Frigo              | Laurent Dufaux        |
| 2000    | Leonardo Piepoli      | Óscar Sevilla            | Pascal Hervé          |
| 2001    | Juan Miguel Mercado   | José Luis Rubiera        | Eladio Jiménez        |
| 2002    | Francisco Mancebo     | José Luis Rubiera        | Mikel Zarrabeitia     |
| 2003    | Pablo Lastras         | Óscar Pereiro            | Carlos García Quesada |
| 2004    | Alejandro Valverde    | Denis Men'šov            | Leonardo Piepoli      |
| 2005    | Juan Carlos Domínguez | Joaquim Rodríguez        | Carlos Castaño        |
| 2006    | Iban Mayo             | José Antonio Pecharromán | Daniel Moreno         |
| 2007    | Mauricio Soler        | Alejandro Valverde       | Carlos Castaño        |
| 2008    | Xabier Zandio         | Iñigo Landaluze          | Walter Pedraza        |
| 2009    | Alejandro Valverde    | Xavier Tondó             | Tom Danielson         |
| 2010    | Samuel Sánchez        | Ezequiel Mosquera        | Vincenzo Nibali       |
| 2011    | Joaquim Rodríguez     | Daniel Moreno            | Juan José Cobo        |
| 2012    | Daniel Moreno         | Sergio Henao             | Esteban Chaves        |
| 2013    | Nairo Quintana        | David Arroyo             | Vincenzo Nibali       |
| 2014    | Nairo Quintana        | Daniel Moreno            | Janez Brajkovič       |
| 2015    | Rein Taaramäe         | Michele Scarponi         | Daniel Moreno         |
| 2016    | Alberto Contador      | Ben Hermans              | Sergio Pardilla       |
| 2017    | Mikel Landa           | Enric Mas                | David de la Cruz      |
| 2018    | Iván Sosa             | Miguel Ángel López       | David de la Cruz      |
| 2019    | Iván Sosa             | Óscar Rodríguez          | Richard Carapaz       |
| 2020    | Remco Evenepoel       | Mikel Landa              | João Almeida          |
| 2021    | Mikel Landa           | Fabio Aru                | Mark Padun            |
| 2022    | Pavel Sivakov         | João Almeida             | Miguel Ángel López    |
| 2023    | Primož Roglič         | Aleksandr Vlasov         | Adam Yates            |
| 2024    | Sepp Kuss             | Max Poole                | Finn Fisher-Black     |
| 2025    | Isaac Del Toro        | Lorenzo Fortunato        | Léo Bisiaux           |

## Vittorie per nazione
| Pos. | Nazione                                            | Vittorie |
| ---- | -------------------------------------------------- | -------- |
| 1    | Spagna                                             | 30       |
| 2    | Colombia                                           | 5        |
| 3    | Svizzera Francia                                   | 3        |
| 5    | Italia Estonia Belgio Slovenia Stati Uniti Messico | 1        |